# MacDonald Peak
Der MacDonald Peak ist ein 1940 m hoher Berg im westantarktischen Ellsworthland. Er ragt zwischen dem Shockey Peak und Mount Crawford nahe dem nördlichen Ende des Hauptkamms der Sentinel Range im Ellsworthgebirges auf.
Der US-amerikanische Polarforscher Lincoln Ellsworth entdeckte ihn bei seinem Transantarktisflug am 23. November 1935. Das Advisory Committee on Antarctic Names benannte ihn 1961 nach William R. MacDonald (1925–1977) von der Abteilung für Spezialkarten des United States Geological Survey, der die 1962 vom Survey herausgegebene Landkarte der Sentinel Range anfertigte.